# 2024年パリオリンピックのリヒテンシュタイン選手団

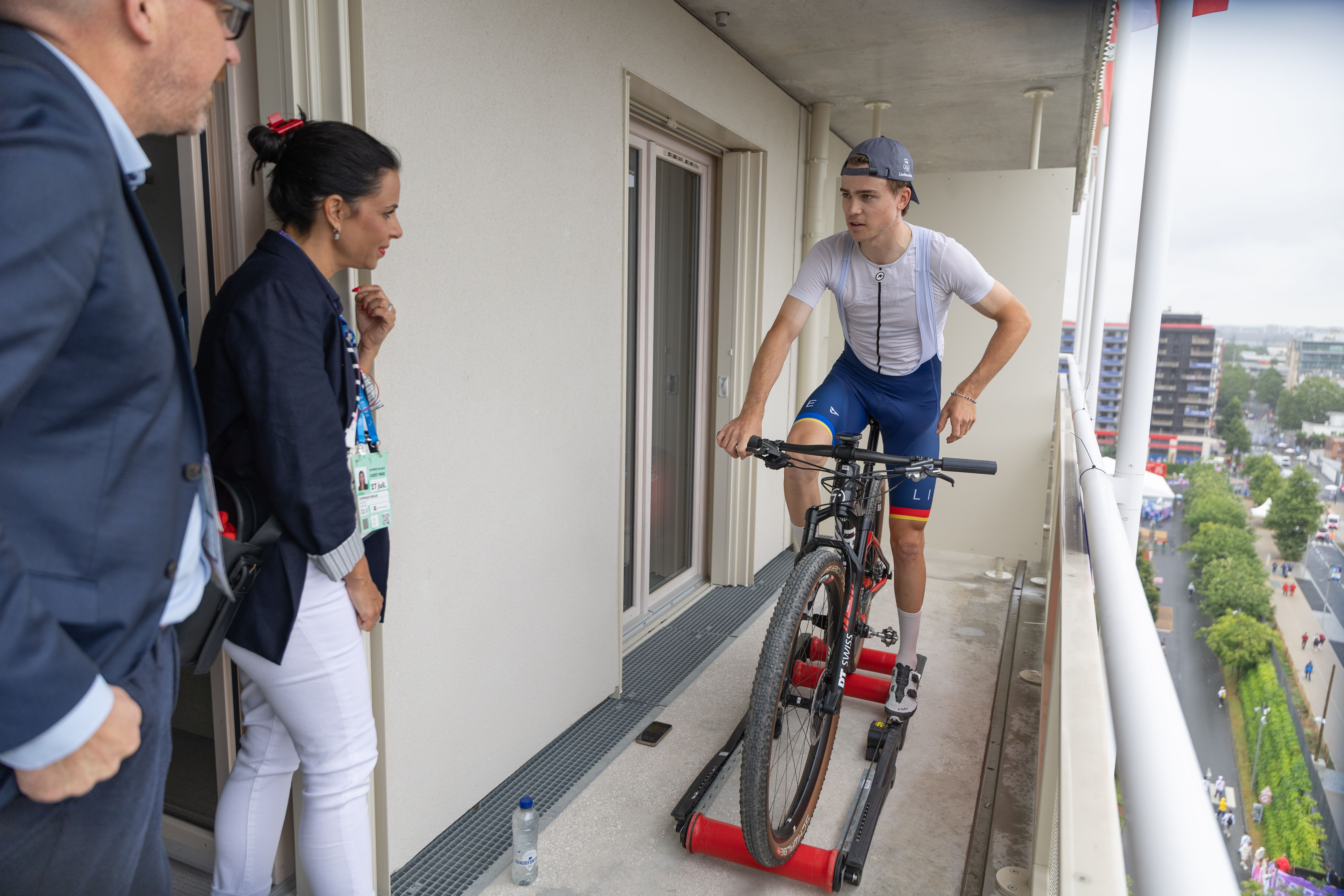
ロマーノ・ピュンテネル

2024年パリオリンピックのリヒテンシュタイン選手団は、2024年7月26日から8月11日までフランスのパリで開催された2024年パリオリンピックのリヒテンシュタイン選手団の名簿。

## 選手団
- 人員: 選手 1人
- 開会式旗手: ロマーノ・ピュンテネル
- 閉会式旗手:（ボランティア）

## 種目別選手・スタッフ名簿及び成績

### 自転車
| 選手                   | 種目                 | 結果          | 順位 |
| ---------------------- | -------------------- | ------------- | ---- |
| ロマーノ・ピュンテネル | 男子マウンテンバイク | 1時間34分33秒 | 28位 |